# Арктик
Арктик обухвата северну поларну област (Северни ледени океан, острва Нову Земљу, Шпицбершка острва, Медвеђе острво, Земљу Франца Јозефа, Новосибирска острва, Франклинов архипелаг са Бафиновом земљом и Гренландом) унутар изотерме од 10°. Овде спадају и најсевернији делови европског, азијског и америчког копна, што износи око 26 мил. km², заједно копно и море.
Северни пол је открио 6. априла 1909. Американац Роберт Пири. И пре њега је било доста открића поморских путева преко Арктика.
Око 2/3 арктичких области захвата Северни ледени океан, који је највећим делом прекривен релативно танким леденим слојем. Температура воде на површини износи око -1 °C, зимске ваздушне температуре се спуштају до - 40 °C, а у летњним месецима се крећу од 0 до 1 степен. Испод површине леда температура морске воде расте до 4 на дну океана. У кратком летњем периоду санте не рубу океана се отапају, ломе и пливају као специфично лакше по површини океана. Одломљене ледене брегове носе морске струје. Некада су те ледене санте представљале велику опасност за пловидбу, јер су ношене хладним поларним струјама допирале до северног дела Атлантика. Тако је у северном Атлантику настрадао некада највећи путнички брод Титаник 1912. године, који је превозио путнике из Европе у Америку. Пловидбу северним поморским путем олакшава утицај топле Голфске струје, која температуру океана знатно ублажава до луке Мурманск.
Арктичка клима је веома хладна. Најхладније је у Верхојанску око -68 °C и Ојмјакону до -78 °C, јер су то области Сибира. Још у периоду од 9. до. 12. века почела су истраживања у области Арктика. Норвешки Викинзи открили су Исланд, Гренланд, Лабрадор и Бело море. После Другог светског рата настављена су истраживања, углавном ради подизања арктичких ваздухопловних база. Две америчке подморнице „Наутилус“ и „Скејт“ стигле су 1958. на Северни пол пловећи испод поларног леда.

## Истраживање
Бројне експедиције су у 20. веку покушале да боље упознају ову област са циљем да дођу до Северног пола, али им то није успело. То је успео да оствари амерички поморски капетан Роберт Едвин Пири 1909. године. У свом дневнику Пири је тада записао:"Око мене нема више севера, истока и запада. У свим правцима се налази само југ. Један поларни дан и једна поларна ноћ овде је читава година."

## Смањење леда на Арктику
Количина леда Северног леденог океана је у великом паду. Чак се стопа годишњег смањења површине под ледом последњих година повећава тј. нестајање леда се убрзава. Стопа смањења у периоду између 1979-2000 износила је -6,4% по деценији, за период 1979-2004 је била -7,7% по деценији, и за 1979-2006 је -8,4% по деценији. Узимајући у обзир само последњу деценију, смањење леденог покривача у септембру, када лед има минималну површину, било је -18%. Смањење се поред укупне површине под ледом, односи и на дебљину леденог покривача, као и на губитак вишегодишњег (перенијалног) леда. Смањење леда је последица низа процеса као што су глобално повећање температуре, промене у облачности, промене атмосферских циркулационих шема, повећан транспорт старијег леда из арктичке области, адвекција топлотне енергије из Атлантика и Пацифика, повећано загревање океана сунчевим зрацима, смањење албеда што још изазива позитивну повратну спрегу која додатно смањује рефлексију зрачења.